# غونزالو ريحاك
غونزالو ريحاك (بالإسبانية: Gonzalo Rehak)‏ (11 يناير 1994 بالأرجنتين - ) هو لاعب كرة قدم أرجنتيني في مركز حراسة المرمى. لعب مع إنديبندينتي.

## وصلات خارجية
- غونزالو ريحاك على موقع الاتحاد الدولي (مؤرشف)  (الإنجليزية)
- غونزالو ريحاك على موقع قاعدة بيانات كرة القدم.إي يو (الإنجليزية)
- غونزالو ريحاك على موقع Soccerway.com (الإنجليزية)